# رابینز (کارولینای شمالی)
رابینز (به انگلیسی: Robbins) شهری در ایالت کارولینای شمالی کشور ایالات متحده آمریکا است که جمعیت آن در سرشماری سال ۲۰۱۰ میلادی، ۱٬۰۹۷ نفر بوده‌است.